# Tingalpa Creek
Tingalpa Creek är ett vattendrag i Australien. Det ligger i delstaten Queensland, omkring 17 kilometer öster om delstatshuvudstaden Brisbane.
Runt Tingalpa Creek är det i huvudsak tätbebyggt. Runt Tingalpa Creek är det tätbefolkat, med 493 invånare per kvadratkilometer. Genomsnittlig årsnederbörd är 1 424 millimeter. Den regnigaste månaden är januari, med i genomsnitt 275 mm nederbörd, och den torraste är oktober, med 21 mm nederbörd.